# Walter Eschenbach
Walter Eschenbach (* 1883 in Groß Lunau bei Kulm; † 1936 in Königsberg (Preußen)) war ein deutscher Organist und Kirchenmusiker.

## Leben
Ab 1911 war er Domorganist und Leiter des Domchors am Königsberger Dom. Außerdem unterrichtete er am Kühnschen Konservatorium und an der Kirchenmusikschule. 1916 wurde er Dirigent des von ihm gegründeten Bach-Vereins. Er veranstaltete viele Kirchenkonzerte im Dom und in anderen Städten der Provinz Ostpreußen.
Anlässlich des 600-jährigen Domjubiläums wurde ihm 1933 der Ehrentitel Kirchenmusikdirektor verliehen.
Seine Schwester Margarete Eschenbach war Pianistin in Königsberg.

## Veröffentlichung
- Die neue Orgel in der Dom- und Kathedralkirche zu Königsberg i.Pr., erbaut von P. Furtwängler & Hammer, Hannover. Königsberg i. Pr. 1928